# Кладбище Беллу

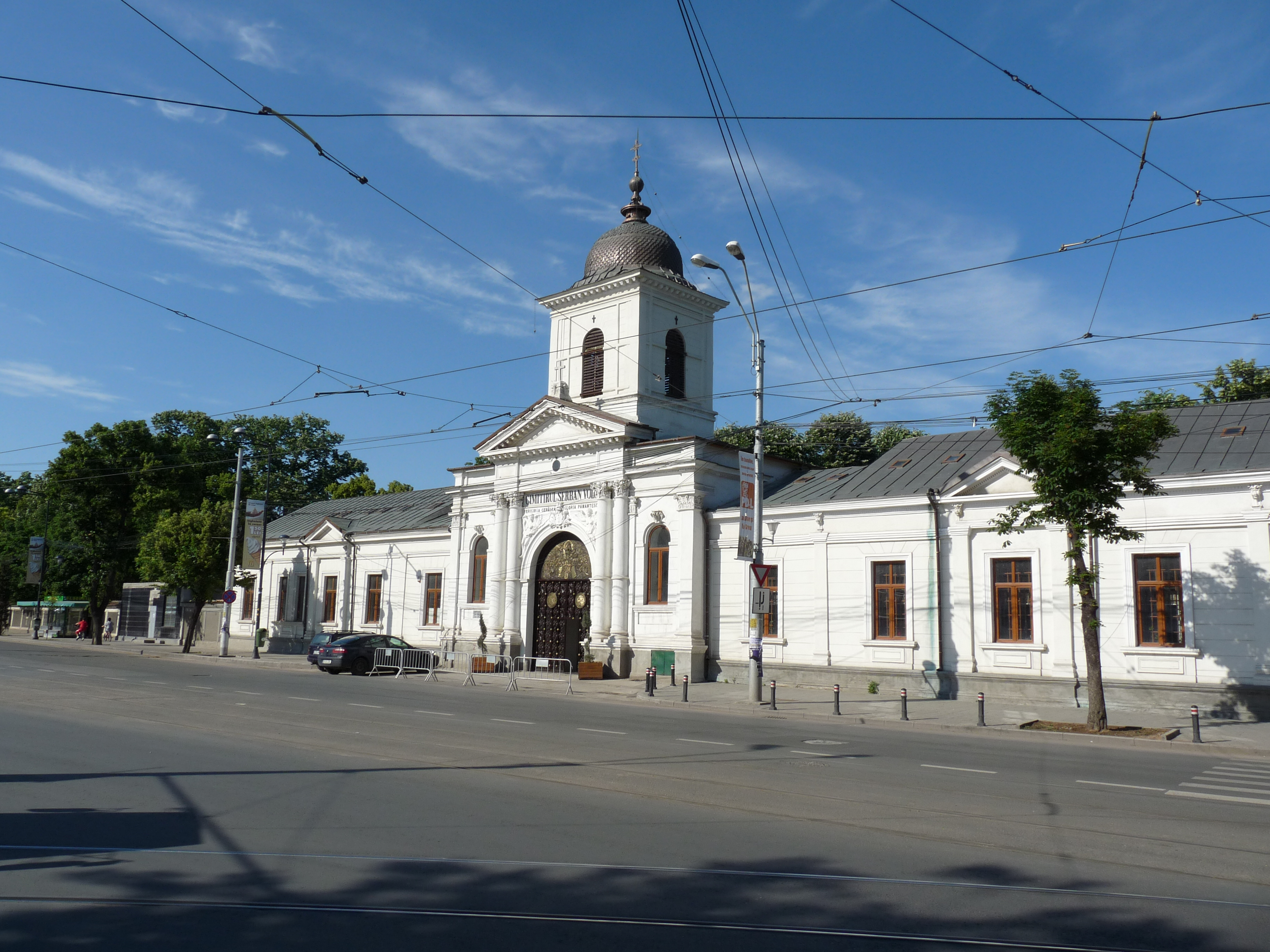
Центральный вход на кладбище Беллу

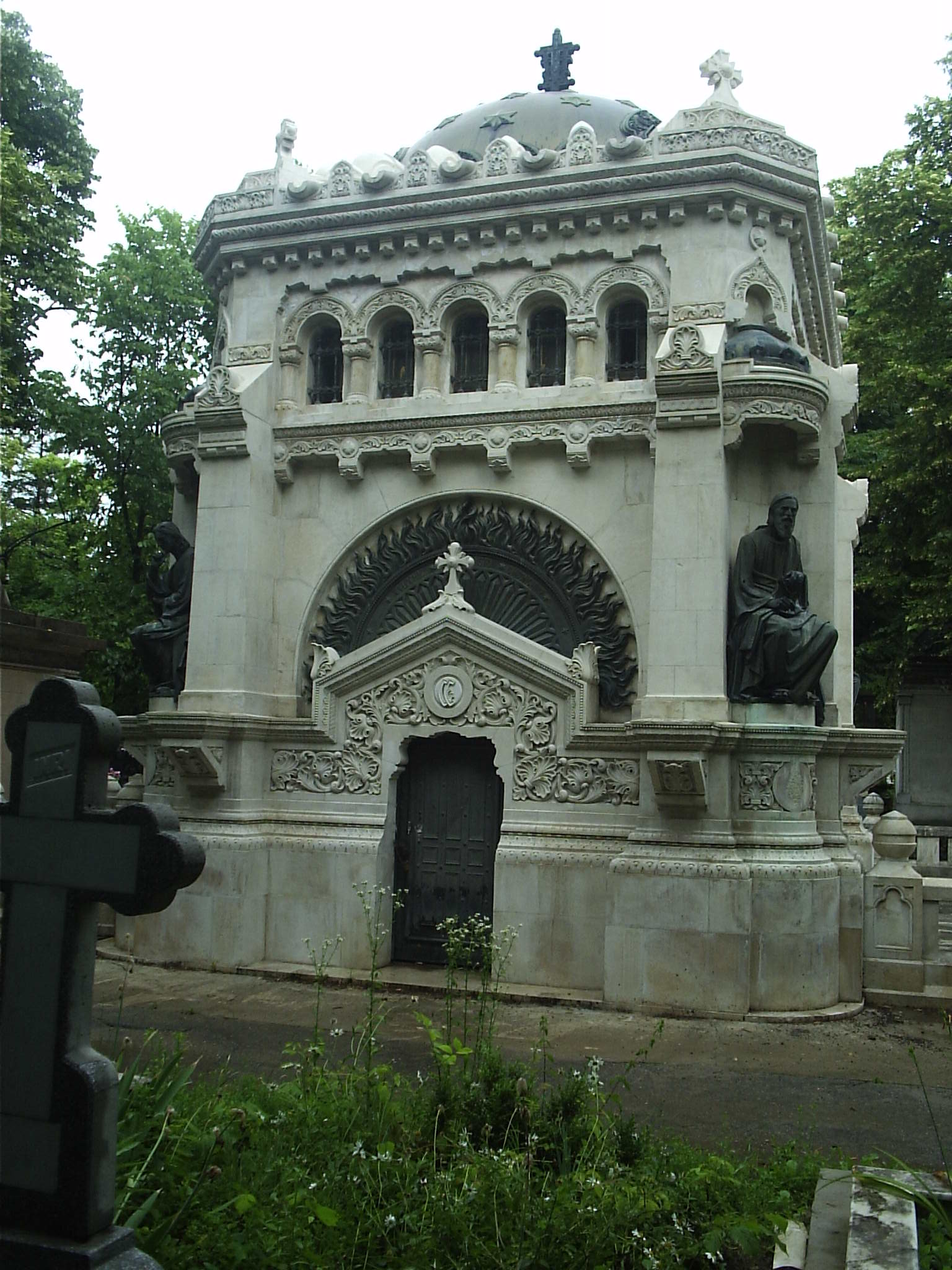

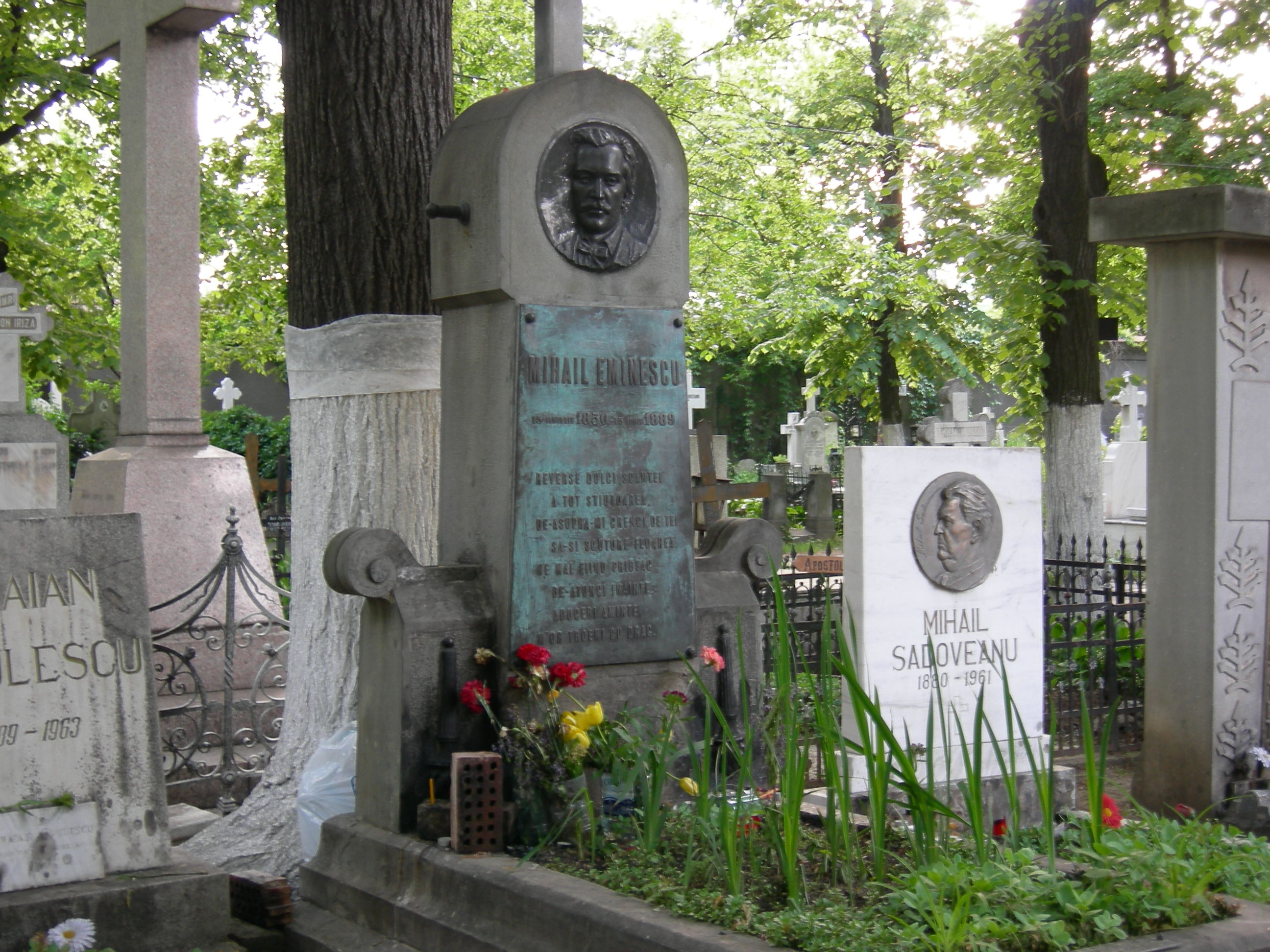
Памятник М. Эминеску

Мемориальное кладбище Шербан-Водэ (более известное, как Беллу) — одно из крупнейших и самых известных кладбищ в Бухаресте (Румыния).
Создано в 1858 году на участке земли, переданной городу в 1853 году бароном Барбу Беллу (рум.). Занимает 28 га на пересечении столичных улиц Giurgiului, Olteniţei, Viilor и Calea Şerban Vodă.
Место захоронения многих известных деятелей истории и культуры Румынии и Молдавии.

## Знаменитости, захороненные на кладбище Беллу
- Алистар, Елена — общественно-политический деятель
- Аман, Теодор — художник
- Афтение, Василе — Блаженный Румынской грекокатолической церкви
- Баковия, Джордже — поэт-символист
- Вуя, Траян — румынский авиатор
- Георгиу-Деж, Георге — коммунистический лидер Румынии
- Ефтимиу, Виктор — румынский драматург, поэт, прозаик, переводчик и театральный деятель.
- Ион Барбу — математик и поэт
- Вакареску, Енакица — поэт, историк, автор одной из первых румынских грамматик.
- Вакареску, Янку — поэт, переводчик. Деятель национального и культурного возрождения Валахии.
- Василе, Раду — премьер-министр Румынии
- Добреску, Димитрие – политик.
- Драгалина, Ион — военачальник
- Инкулец, Ион Константинович — бессарабский и румынский политик
- Исанос, Магда — поэтесса
- Испиреску, Петре — писатель
- Истрати, Панаит — писатель
- Йорга, Николае — историк, академик Румынской академии, в 1931—32 гг. премьер-министр Румынии
- Йордан, Йоргу — филолог и лингвист, политик
- Бунеску, Мариус — художник
- Караджиале, Ион Лука — писатель, драматург
- Керсель, Флорина — актриса
- Коанда, Анри — учёный в области аэродинамики, первооткрыватель эффекта Коанды
- Кошбук, Джордже — поэт
- Лабиш, Николае — поэт
- Лауриано, Августин Трибоний — историк, лингвист, журналист, революционер, политик, публицист. Президент Румынской академии
- Лукьян, Штефан — художник-импрессионист
- Мачедонски, Александру — поэт и писатель
- Минку, Ион — архитектор
- Минулеску, Ион — поэт и писатель
- Молдован, Анжела — певица
- Паллади, Теодор — художник
- Панайот Черна — поэт, философ, литературный критик и переводчик
- Пападат-Бенджеску, Гортензия — писательница
- Пелля, Амза — актёр
- Петреску, Джикэ — певец и композитор
- Петреску, Камил — прозаик
- Петреску, Чезар — писатель
- Питиш, Флориан — актёр
- Пэунеску, Адриан — поэт и публицист
- Ребряну, Ливиу — писатель
- Розетти, Раду – генерал, историк.
- Рэдулеску, Дем — актёр
- Рэдеску, Николае — последний премьер-министр Румынии докоммунистического периода
- Садовяну, Михаил — писатель
- Анастасе Симу – коллекционер
- Спэтару, Дан — певец
- Стэнеску, Никита — поэт
- Теодоряну, Йонел — писатель
- Тэнасе, Мария — певица
- Урсуляса, Михаэла — пианистка
- Филимон, Николае — писатель
- Хашдеу, Богдан Петричейку — прозаик, поэт, филолог, публицист, историк
- Хашдеу, Юлия — поэтесса
- Хоссу, Эмиль — актёр театра и кино
- Эминеску, Михай — поэт, классик румынской литературы